# Trofa
A Trofa é uma cidade portuguesa de 17532 habitantes (2021) localizada na sub-região da Área Metropolitana do Porto, pertencendo à região do Norte e ao distrito do Porto. 
É sede do Município de Trofa que tem uma área total de 72,02 km2, 38.612 habitantes em 2021 e uma densidade populacional de 536 habitantes por km2, subdividido em 5 freguesias. O município é limitado a norte pelo município de Vila Nova de Famalicão, a leste por Santo Tirso, a sul pela Maia e a oeste por Vila do Conde.
O Município da Trofa foi criado em 1998, enquanto que a povoação de Trofa, que havia sido elevada à categoria de vila em 1984, foi elevada à categoria de cidade em 1993.

## História
O Município da Trofa é recente, mas a sua história nasce bem antes da constituição da nacionalidade.
A diversidade morfológica do território permitiu que as populações se fossem estabelecendo ao longo da história.
Crê-se que uma das primeiras citações conhecidas está integrada num documento de escritura do mosteiro de Moreira (Maia) datado do ano de 979, este documento refere Alvarelhos (alvarelios), São Cristovão do Muro (sanctum cristoforum) e Cedões (Zadones - localizado em Santiago de Bougado).
São inúmeros os testemunhos de época pré-histórica, desde os machados da Abelheira até ás gravuras do Monte de S.Gens, passando pelo material lítico encontrado na antiga Estação de Caminho de Ferro e pelas mamoas de S.Pantaleão e Alvarelhos.
Em época romana o território do município da Trofa foi atravessado por uma estrada estruturante para a administração desse tempo e que legou dois testemunhos de excepção; o Castro de Alvarelhos e os Marcos Miliários (classificados como Monumentos Nacionais).
A bondade das suas terras continuou a atrair as populações (assim o atesta a notícia de achados datados de época visigótica), traduzida na existência de grandes casas agrícolas, muitas delas contribuindo para a preservação de pequenos núcleos de carácter marcadamente rural que mantêm a identidade cultural do concelho.
Em 1809, a população da Trofa conseguiu opor-se às forças francesas da Segunda invasão francesa de Portugal, comandadas pelo Marechal Soult, que se dirigiam para o Porto.
Com apenas dois canhões, uma companhia de forças regulares apoiada pelo povo da Trofa munido de ferramentas agrícolas afiadas, conseguiu impedir que os invasores franceses, comandados pelo Marechal Soult, atravessassem o rio Ave junto à Barca da Trofa, na passagem do rio Ave em finais de Março de 1809.
Perante a oposição encontrada os franceses tiveram que subir o rio Ave, para o atravessar noutro local, em Ponte de Lagoncinha.
A Trofa foi elevada a vila a 16 de Maio de 1984 e a cidade pela lei n.º 29/93 de 2 de Julho de 1993. Tornou-se município autónomo em 19 de Novembro de 1998, por desanexação do vizinho município de Santo Tirso (em simultâneo com o município de Odivelas, criado na mesma altura, por desanexação de Loures.
Em 2023, o município continua sem ter definidos os limites na fronteira com Santo Tirso 25 anos volvidos sobre a sua criação, um problema engrossado por indemnizações reclamadas pela alegada venda ilegal de terrenos em Santo Tirso. Vários terrenos foram vendidos [por Santo Tirso] a privados entre o dia em que foi aprovado na Assembleia da República, a 19 de novembro de 1998 – a criação do município – e o dia em que saiu em Diário da República, em meados de dezembro”, o que poderá ter sido ilegal. O centro da discórdia com Santo Tirso é Ervosa, que para os tirsenses é Fontiscos, e a Trofa considera que 85% daquela zona industrial lhe pertence.
O edifício dos Paços do Concelho foi inaugurado em 2022.
A cidade da Trofa situa-se entre o Porto e Braga. Um factor importante para o seu crescimento foi a implementação da estação de caminhos-de-ferro no início do século XX.

## Geografia
A cidade da Trofa está situada na província do Douro Litoral, no distrito e diocese do Porto, com uma altitude média acima da média das águas do mar de aproximadamente 25 metros.
A cidade encontra-se num importante nó rodoviário que liga ao Porto, Braga, Santo Tirso e Vila do Conde.

## População
| 2001   | 2011   | 2021   |
| 37 581 | 38 999 | 38 548 |

(Obs.: Número de habitantes "residentes", ou seja, que tinham a residência oficial neste município à data em que os censos  se realizaram.)
|                | 2001  | 2011  | 2021  |
| 0-14 Anos      | 7206  | 6075  | 4820  |
| 15-24 Anos     | 5860  | 4988  | 4315  |
| 25-64 Anos     | 20762 | 22720 | 21732 |
| = ou > 65 Anos | 3753  | 5216  | 7681  |

(Obs: De 1900 a 1950 os dados referem-se à população "de facto", ou seja, que estava presente no município à data em que os censos se realizaram. Daí que se registem algumas diferenças relativamente à designada população residente)

## Freguesias

Freguesias do município de Trofa.

O município da Trofa está dividido em 5 freguesias:
- Alvarelhos e Guidões
- Bougado (São Martinho e Santiago) (cidade da Trofa)
- Coronado (São Romão e São Mamede) (vila do Coronado)
- Covelas
- Muro

## Património
- Igreja de Santiago de Bougado, projecto de Nicolau Nasoni
- Castro de Alvarelhos
- Capela de Nossa Senhora das Dores
- Parque Nossa Senhora das Dores e Parque Dr. Lima Carneiro
- Alameda da Estação
- Estação Ferroviária da Trofa
- Casa da Cultura da Trofa
- Igreja Paroquial de Alvarelhos
- Igreja Paroquial de São Mamede do Coronado
- Monte de São Gens de Cidai
- Monte de Santa Eufémia
- Capela de São Gonçalo
- Souto da Lagoa
- Souto de Bairros
- Igreja Paroquial de São Cristóvão do Muro
- Recinto/Capela de São Pantaleão
- Igreja Paroquial de São Romão do Coronado e Capela de Santa Eulália
- Igreja Paroquial de Guidões e Cruzeiros da Via Sacra
- Barca da Trofa
- Parque das Azenhas
- Cristo Rei

## Política
Após a criação do concelho da Trofa (19 de Novembro de 1998), foi criada uma comissão instaladora do município da Trofa em 22 de Janeiro de 1999. Esta comissão funcionou até às primeiras eleições autárquicas em 2001.

### Presidentes de câmara
2001 - 2009: Bernardino Vasconcelos (PPD/PSD)
2009 - 2013: Joana Lima (PS)
2013 - 2024: Sérgio Humberto (coligação PSD-CDS)
2024 - ...: António Azevedo (coligação PSD-CDS)

### Eleições Autárquicas[13]
| Data | %       | V       | %     | V     | %       | V       | %    | V    | %     | V   | %              | V       | %    | V  | %              | V   | %   | V   | %  | V  | Participação |                |
| Data | PPD/PSD | PPD/PSD | PS    | PS    | CDS-PP  | CDS-PP  | CDU  | CDU  | PPM   | PPM | PSD-CDS        | PSD-CDS | BE   | BE | IND            | IND | PAN | PAN | CH | CH | Participação |                |
| ---- | ------- | ------- | ----- | ----- | ------- | ------- | ---- | ---- | ----- | --- | -------------- | ------- | ---- | -- | -------------- | --- | --- | --- | -- | -- | ------------ | -------------- |
| Data | 2001    | 64,48   | 5     | 23,40 | 2       | 6,27    | -    | 2,92 | -     |     |                |         |      |    |                |     |     |     |    |    |              | 73,09 / 100,00 |
| 2005 | 48,39   | 4       | 37,06 | 3     | 6,86    | -       | 3,56 | -    | 0,31  | -   | 72,52 / 100,00 |         |      |    |                |     |     |     |    |    |              |                |
| 2009 | 43,40   | 3       | 46,19 | 4     | 5,73    | -       | 2,35 | -    |       |     | 72,80 / 100,00 |         |      |    |                |     |     |     |    |    |              |                |
| 2013 | CDS-PP  | CDS-PP  | 41,49 | 3     | PPD/PSD | PPD/PSD | 3,61 | -    | 45,06 | 4   | 2,10           | -       | 1,95 | -  | 66,97 / 100,00 |     |     |     |    |    |              |                |
| 2017 | CDS-PP  | CDS-PP  | 31,83 | 2     | PPD/PSD | PPD/PSD | 4,27 | -    | 59,61 | 5   |                |         |      |    | 65,09 / 100,00 |     |     |     |    |    |              |                |
| 2021 | CDS-PP  | CDS-PP  | 32,23 | 2     | PPD/PSD | PPD/PSD | 2,29 | -    | 56,47 | 5   | 2,69           | -       | 2,43 | -  | 62,27 / 100,00 |     |     |     |    |    |              |                |

### Eleições Legislativas
| Data | %     | %     | %     | %    | %    | %    | %       | %    | %     | %     | %     | %            |
| Data | PS    | PSD   | CDS   | CDU  | B.E. | PAN  | PSD CDS | L    | IL    | CH    | AD    | Participação |
| ---- | ----- | ----- | ----- | ---- | ---- | ---- | ------- | ---- | ----- | ----- | ----- | ------------ |
| 1999 | 43,12 | 41,12 | 8,33  | 3,48 | 1,09 |      |         |      |       |       |       |              |
| 2002 | 34,73 | 49,38 | 8,55  | 2,85 | 1,49 |      |         |      |       |       |       |              |
| 2005 | 44,78 | 34,50 | 7,14  | 3,62 | 4,92 |      |         |      |       |       |       |              |
| 2009 | 41,79 | 32,49 | 10,54 | 3,64 | 6,71 |      |         |      |       |       |       |              |
| 2011 | 31,13 | 43,55 | 9,79  | 4,38 | 3,93 | 0,59 |         |      |       |       |       |              |
| 2015 | 29,41 | CDS   | PSD   | 5,02 | 9,74 | 1,18 | 46,43   | 0,28 |       |       |       |              |
| 2019 | 36,80 | 36,81 | 3,41  | 3,31 | 7,66 | 2,70 |         | 0,64 | 1,05  | 0,48  | 61,37 |              |
| 2022 | 42,23 | 36,73 | 1,76  | 1,91 | 3,30 | 1,65 | 0,65    | 3,92 | 4,51  | 63,29 |       |              |
| 2024 | 27,40 | AD    | AD    | 1,48 | 3,46 | 1,81 | 2,04    | 4,90 | 18,48 | 34,57 | 72,72 |              |
| 2025 | 20,93 | AD    | AD    | 1,24 | 1,19 | 1,20 | 2,88    | 4,99 | 25,31 | 37,20 | 72,20 |              |